# Défoliation

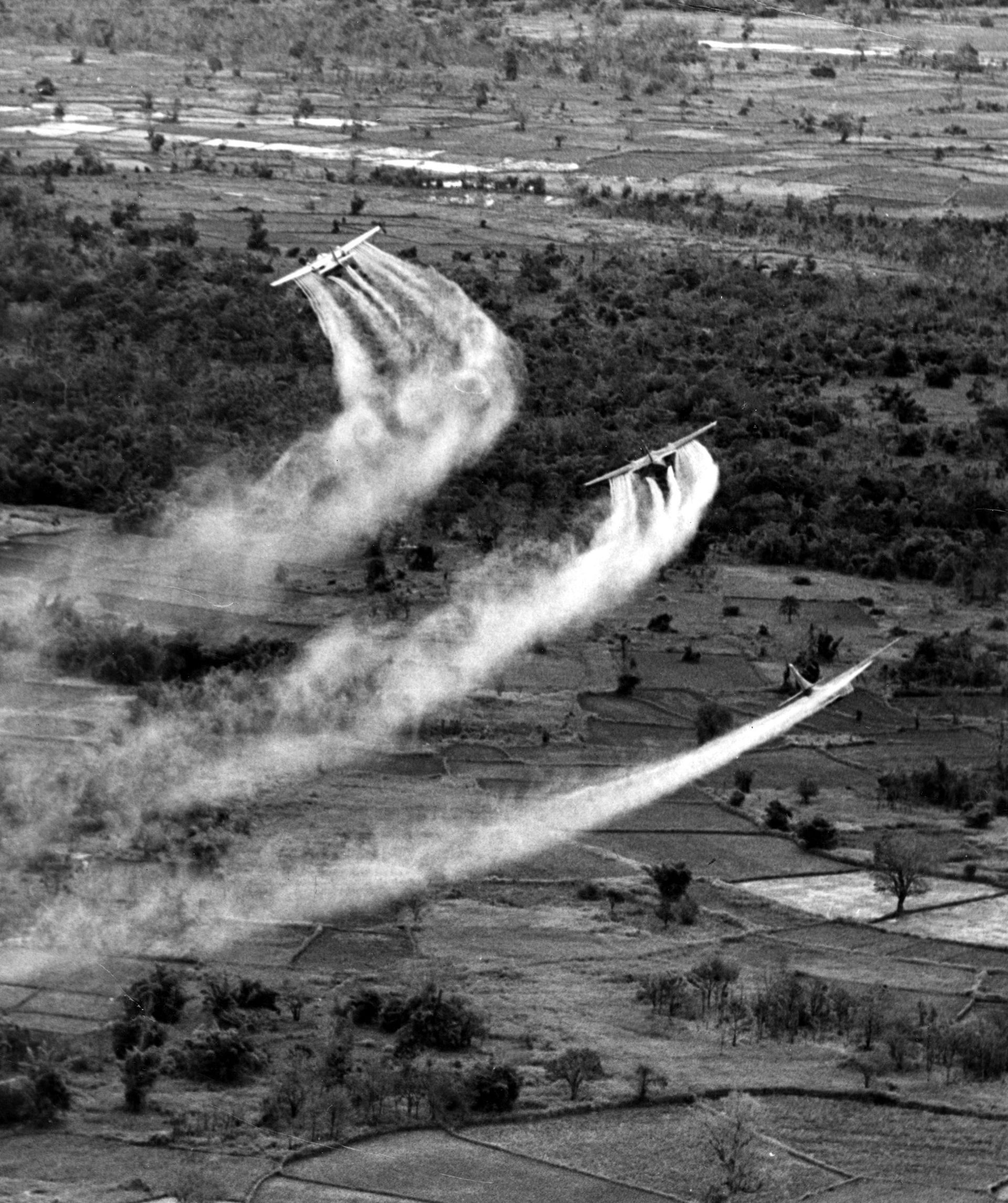
Avions américain pulvérisant du défoliant (agent orange) sur la jungle lors de la guerre du Viêt Nam.

Les défoliations sont les phénomènes de pertes de tout ou partie des feuilles d'un arbre ou buisson, ou de plantes de la strate herbacée. Elles sont dues à des maladies, parasites ou insectes dits « défoliateurs » et autrefois parfois dite « défeuillants».
Le mot « défoliation » n'est utilisé que dans les cas où ce phénomène est significatif ou anormal et qu'il ne correspond pas à la chute normale des feuilles. Certaines espèces tempérées comme le houx perdent normalement des feuilles en fin de printemps et en zone tropicale ou subtropicale sèche certaines espèces de feuillus perdent naturellement toutes leurs feuilles au début de l'été (il s'agit probablement d'une adaptation à la saison sèche, leur permettant de ne plus évapotranspirer quand elles manquent le plus d'eau). Dans ces derniers cas on ne parle généralement pas de « défoliation ».
L'armée américaine a également utilisé un défoliant (désherbant dit « agent orange ») pour détruire la forêt durant la guerre du Viêt Nam.

## Causes
Parfois dues à des champignons, des virus, des bactéries, les défoliations sont le plus souvent causées par des insectes défoliateurs qui réapparaissent souvent de manière cyclique.

## Impacts

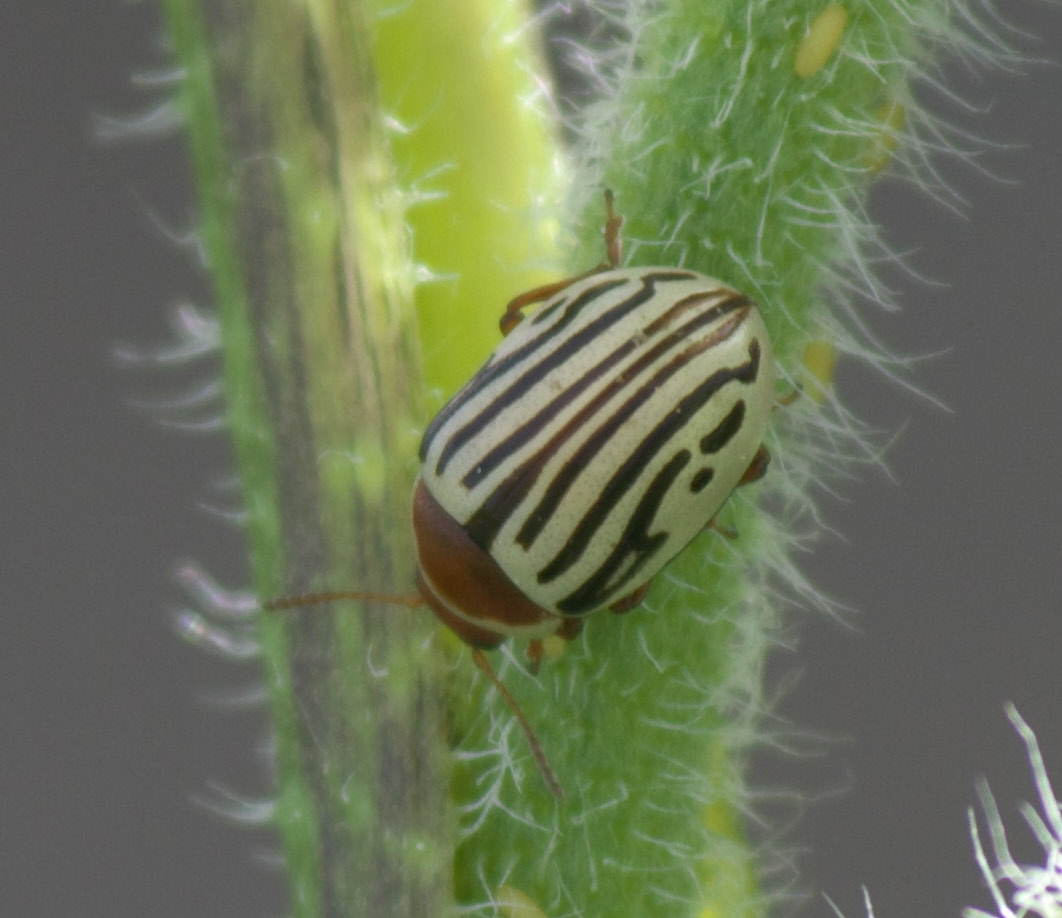
La chrysomèle Zygogramma exclamationis est un défoliateur majeur du tournesol en Amérique du Nord.

De nombreuses espèces d'insectes peuvent provoquer des défoliations partielles ou totales de feuillus (à feuilles caduques ou non) ou de résineux (par exemple la défoliation massive de vastes populations d'épinettes au Canada est fréquente en raison du contexte climatique et pédologique extrême de la taïga). Les arbres peuvent en général être défoliés jusqu'à cinq ans de suite sans en mourir (leur croissance est toutefois bloquée). Si la défoliation dure plus longtemps, l'arbre meurt. Par exemple, les chenilles processionnaires du pin mangent les aiguilles d'un pin. Une forte population peut entraîner une défoliation.

## Biogéographie des défoliations
Les défoliations sont aussi les conséquences de chaleurs ou sécheresses anormales ou périodiquement normales ou d'une carence nutritive du sol. Les espèces, ou plutôt les phénomènes de pullulation, affectent surtout des milieux extrêmes et pauvres en diversité d'espèces (milieux circum-polaires et subdésertiques), ou artificiellement dégradés (urbains, milieux très cultivés) ou fragmentés. Les tilleuls ou platanes urbains peuvent par exemple perdre une grande partie de leurs feuilles en fin de printemps s'ils manquent d'eau (cf. sécheresse ou racines contraintes dans un volume insuffisant de sol).

## Les défoliateurs
- Les criquets sont cités depuis l'antiquité. Ils sont l'une des sept plaies d'Égypte, mais ravagent parfois le sud de l'Europe. Par exemple Grégoire de Tours, au Haut Moyen Âge les évoque ainsi :

« Les envoyés de Chilpéric[Lequel ?], revenus d’Espagne, annoncèrent que le royaume de la Manche (Carpitanie) était cruellement dévasté par les sauterelles, de telle sorte qu’il n’y avait ni arbres, ni vignes, ni forêts, ni fruits, ni aucune verdure, qu’elles n’eussent entièrement détruits ; ils dirent que l’inimitié qui s’était élevée entre Léovigild et son fils augmentait tous les jours de violence. Une grande contagion régnait aussi dans ces cantons, et dévastait beaucoup de pays ; mais elle faisait rage surtout dans la ville de Narbonne. Il y avait déjà trois ans qu’elle avait pris dans cette ville, puis elle s’apaisait, et alors le peuple qui avait fui, revenant dans la ville, périssait par la maladie. La ville d’Albi était aussi rudement travaillée du même mal. »
- Les chenilles tisseuses (par exemple du genre Yponomeuta) et/ou processionnaires - souvent protégées par des poils urticants et/ou allergènes (ex : Chenille processionnaire du pin- sont périodiquement impliquées dans des phénomènes locaux de défoliations importantes voire spectaculaire. Ces défoliations bien qu'impressionnantes (jusqu'à 100 % des feuilles d'un arbre peuvent être mangées en quelques semaines, alors que l'arbre est progressivement recouvert de toiles de soies, mais les feuilles repoussent généralement en moins d'un mois après l'attaque, et l'arbre semble pouvoir se doter d'une immunité qui le protègera de nouvelles attaques, avec l'aide de nombreux parasitoïdes qui ont profité de la précédente pullulation)

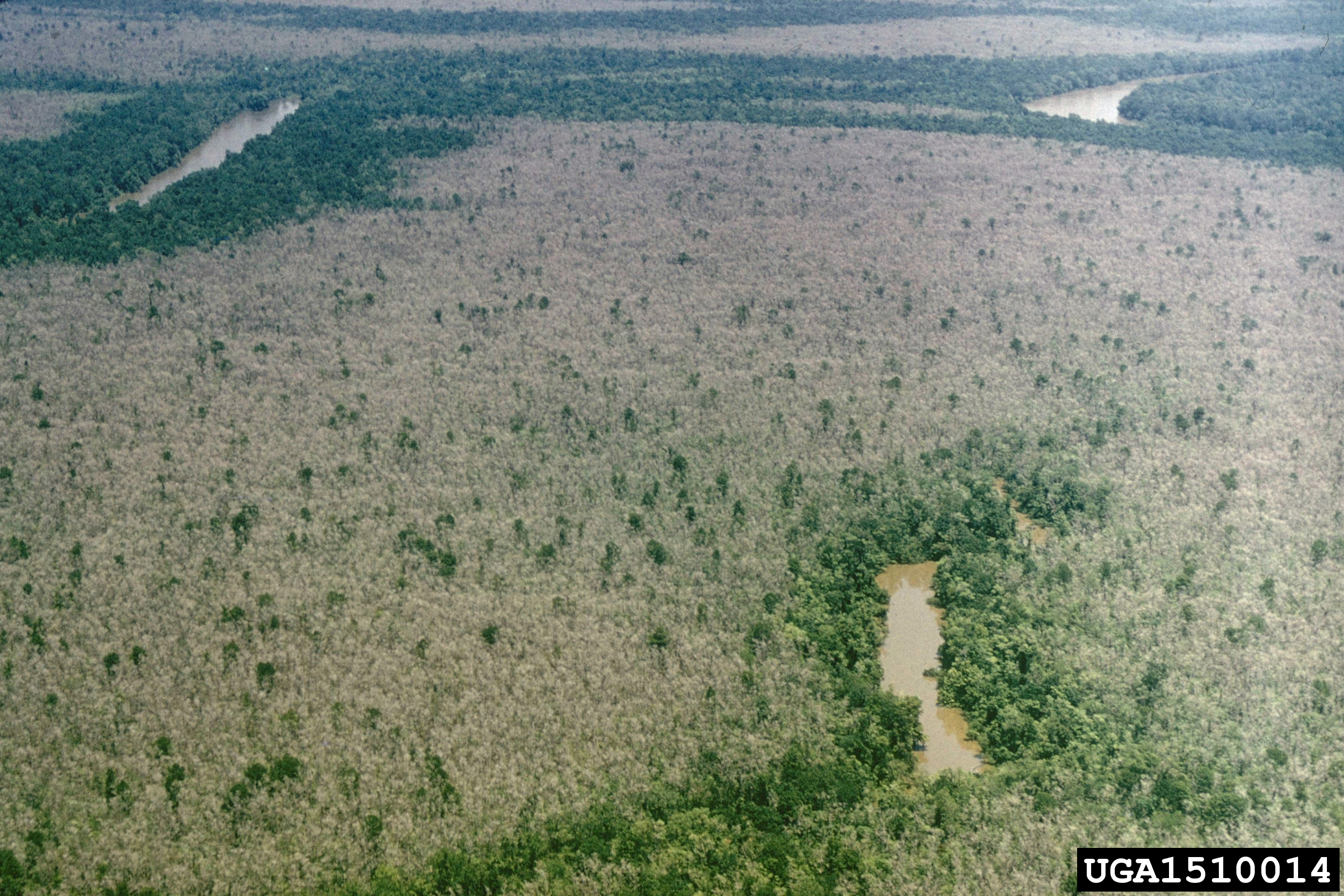
Défoliation par la Livrée des forêts (Malacosoma disstria) en Alabama en 1990.

Des pullulations périodiques de chenilles tisseuses sont assez fréquentes (et semblent en augmentation quantitative et géographique) avec des dégâts importants en forêt boréale alors que la processionnaire du chêne ne semble pas faire de dégâts significatifs plus au sud. Dans les années 1990 J Roland a étudié les séries historiques de défoliation de 1950 à 1984 par la chenille tisseuse du papillon Malacosoma disstria dans le nord de l’Ontario, au Canada. Pour tous les massifs forestiers étudiés, il n’a pas trouvé de lien entre la durée des défoliations et les espèces dominantes d’arbres. C’est la fragmentation des massifs (mesurée par le nombre de kilomètres de lisière par km² de terrain étudié), qui s’est avérée le meilleur facteur prédictif de la durée de manifestation des invasions, aussi bien au sein d’un massif qu’en comparant différents massifs entre eux. Ces chenilles sont a priori contrôlées par les parasitoïdes et des microbes pathogènes pour elles, ce qui invite à penser que l'augmentation de la fragmentation écopaysagère en forêt affecte l'interaction entre ces chenilles et leurs prédateurs ou ennemis normaux, à moins que les arbres stressés par un microclimat moins forestier (la fragmentation leur apporte de la lumière, mais a des effets négatifs (déshydratation, vent, gel, amplitudes thermiques, voire circulation de parasites). L’auteur conclut que les coupes rases et la fragmentation des forêts boréales pour l’agriculture et la sylviculture peuvent aggraver des manifestations de ce défoliateur forestier.

## Conséquences écosystémiques
En limite d'aire de répartition d'une espèce végétale ou en conditions de milieu difficiles, les défoliations ne sont pas anormales, et peuvent même contribuer à la survie de l'espèce à long terme, car :  
- de nombreux animaux herbivores, endommageant, écorçant ou abroutissant les arbres ou leurs racines, ou des animaux omnivores susceptibles d'endommager les sols forestiers quand ils sont trop nombreux (ex : sanglier) fuient les zones où les chenilles urticantes sont nombreuses ; ce qui (quand ces animaux exerçaient une pression importante) laisse un répit à la forêt et au sol forestier pour se régénérer ;
- en période anormalement sèche pour l'arbre, une des réponses au stress hydrique prolongé est l'émission d'hormones de stress. Celles-ci sont perçues par de nombreux déprédateurs qui sont attirés vers la source d'émission ; ce sont généralement d'abord des défoliateurs, et/ou ensuite d'autres espèces qui tueront peut-être l'arbre (si le stress perdure). Or, à la différence d'herbacées sciaphiles, la plupart des arbres en feuille ne peuvent pas fermer leurs stomates au point de totalement bloquer leur évapotranspiration. Ce faisant, ils aggravent la sécheresse, car par capillarité l'eau prélevée par les racines gagne pour partie les feuilles et s'évapore). Au contraire, les arbres défoliés ou morts n'évapotranspirent plus du tout, c'est-à-dire qu'ils ne pompent plus d'eau dans le milieu qui en manquait. Dans ces conditions le risque d'incendie de forêt diminue, et les arbres manquant le plus d'eau meurent. Quand l'eau revient (pluies, remontée de nappe, barrage de castor…), l'inhibition des graines du sol est levée et leur pousse est facilitée par l'exposition du tapis herbacé au soleil, la forêt se régénère alors rapidement (s'il y a de l'eau en suffisance).

## Conséquences socio-économiques
Outre les allergies que peuvent induire certains défoliateurs, et les pertes de revenus des forestiers propriétaires de parcelles défoliées, il existe un risque d'aggravation de ces phénomènes lié aux modifications climatiques et un risque d'apparition de nouvelles « espèces invasives ». Par exemple on observe en Europe une nette remontée vers le nord de la Chenille processionnaire du pin. L'utilisation de pesticides non spécifiques de l'espèce en cause en forêt a des impacts secondaires, y compris sur les prédateurs ou parasites qui pourraient réguler ces espèces. Des solutions sont étudiées en matière de lutte intégrée.

## Défoliation anthropique
La défoliation est aussi une technique, notamment utilisé par les amateurs de bonsaïs, qui permet d'obtenir des feuilles plus petites et une meilleure ramification. Cette technique implique d'enlever, durant l'été, toutes les feuilles des bonsaïs à feuilles caduques ou feuillus. L'arbre est forcé de produire un nouveau feuillage. Cela accroit la densité des ramifications, réduit la taille des feuilles et la longueur des entre-nœuds .

## Remèdes
La plupart des arbres peuvent supporter d'importantes défoliations (jusqu'à 5 ans de suite (pour l'épinette par exemple), souvent sans autres conséquences que l'arrêt provisoire de leur croissance.
Avec l'invention des pesticides chimiques on a tenté de lutter contre les insectes défoliateurs par épandages aérien (ou poudrage), par avion, par hélicoptère ou au moyen de poudreuses ou pulvérisateurs à partir du sol. Ces produits avaient (ou ont) des impacts sur d'autres espèces que l'espèce cible.

Il semble que - hormis dans le cas de grandes monocultures intensives (de résineux ou peupliers par exemple) ou d'arbres fortement stressés (on peut alors considérés qu'ils ne poussent pas dans un environnement qui leur convient) - les pullulations d'insectes défoliateurs sont assez rapidement suivie d'une augmentation de leurs prédateurs naturels et d'une régulation. 
Un stress hydrique peut aussi être source d'affaiblissement des défenses de l'arbre.